# Bencatel
Bencatel is een plaats (freguesia) in de Portugese gemeente Vila Viçosa en telt 1720 inwoners (2001).